# 맥스웰-볼츠만 통계
통계역학에서 맥스웰-볼츠만 통계(Maxwell–Boltzmann statistics)는 양자 효과를 감안하기에는 미미할 정도로 온도가 높고 밀도가 낮은 경우에 한해 열적 평형 상태에서 다양한 입자의 통계적 분포를 설명한다.

## 개념
각 상태에 있는 모든 알갱이 수에 대하여 합하여야만 한다. 즉 각 r에 대해서
{\displaystyle n_{r}=0,1,2,3,\dots }
인데 고정된 총 알갱이 수에 대해 다음의 제한식을 따라야만 한다.
{\displaystyle \sum _{i}N_{i}=N\,}
그런데 알갱이는 구별할 수 있는 것으로 또한 생각을 한다. 그러므로 다른 상태에 있는 두 알갱이의 어떤 순열은 비록 수 {\displaystyle \{n_{1},n_{2},n_{3},\dots \}}는 바뀌지 않은 채로 남아 있지만 기체 전체의 구별되는 상태로 세어야만 한다. 이것은 각 한-알갱이 상태에 얼마나 많은 알갱이가 있는가를 명시하는 것이 충분하지 못해서가 아니라, 어느 상태에 있는 알갱이가 있는가를 명시하는 것이 필요하기 때문에 그렇다.

## 큰 분포함수
{\displaystyle Z_{G}^{MB}=\prod _{k=1}^{\infty }\exp(ze^{-\beta \epsilon _{k}})}
여기서 {\displaystyle z=e^{\beta \mu }}이다.
큰 분배함수는 다음과 같이 증명할 수 있다.
{\displaystyle Z_{G}^{MB}=\sum _{n_{k}}{\frac {1}{n_{1}!n_{2}!\cdots }}(e^{-\beta (\epsilon _{1}-\mu )})^{n_{1}}(e^{-\beta (\epsilon _{2}-\mu )})^{n_{2}}\cdots }
{\displaystyle =\prod _{k=1}^{\infty }\sum _{n_{k}=0}^{\infty }{\frac {1}{n_{k}!}}e^{-\beta (\epsilon _{k}-\mu )^{n_{k}}}}
{\displaystyle =\prod _{k=1}^{\infty }\sum _{n_{k}=0}^{\infty }{\frac {1}{n_{k}!}}(ze^{-\beta \epsilon _{k}})^{n_{k}}}
{\displaystyle =\prod _{k=1}^{\infty }exp(ze^{-\beta \epsilon _{k}})}

## 점유수
맥스웰-볼츠만 통계에 따르면, 상태 i에 놓여 있는 입자의 점유수는 다음과 같다.
{\displaystyle {\frac {N_{i}}{N}}={\frac {g_{i}}{e^{(\epsilon _{i}-\mu )/kT}}}={\frac {g_{i}e^{-\epsilon _{i}/kT}}{Z}}}
{\displaystyle N_{i}} : 상태 i에 놓인 입자의 점유수
{\displaystyle \epsilon _{i}} : 상태 i에서의 에너지
{\displaystyle g_{i}} : 상태 i에서의 겹침
μ : 화학 퍼텐셜
k : 볼츠만 상수
T : 절대온도
N : 총 입자수
{\displaystyle N=\sum _{i}N_{i}\,}

## 같이 보기
- 보즈-아인슈타인 통계
- 페르미-디랙 통계